# Didier Anger
Pour les articles homonymes, voir Anger.
Didier Anger, né le 26 janvier 1939 à Lengronne (Manche), est un militant antinucléaire, membre fondateur du parti des Verts.
Depuis la fondation des Verts, il est le principal animateur de l'opposition à l'usine de retraitement des déchets nucléaires de La Hague et à la centrale nucléaire de Flamanville.

## Biographie
Fils de militant syndical, Didier Anger devient enseignant en 1960, adepte de la pédagogie Freinet et s'investit au sein de la FEN.
Professeur d'histoire-géographie, il est muté en 1970 aux Pieux et s'installe à Flamanville. Face aux projets d'extension de l'usine de retraitement de la Hague et d'implantation de la centrale nucléaire de Flamanville, il milite à partir de 1972 dans les mouvements antinucléaires au sein du Crilan. 
Membre fondateur des Verts, il se présente aux élections législatives en 1978, obtenant le score de 12,7 % des voix. Candidat à la primaire des écologistes pour l'élection présidentielle française de 1981, il est à la tête de la liste « Europe écologie » des Verts pour les élections européennes de 1984. Son programme est notamment centré sur la réduction du temps de travail pour lutter contre le chômage et avait pour ambition de donner plus d'importance à l'Europe. L'objectif annoncé est d'obtenir au moins 5 % des voix pour avoir des élus, mais la liste ne recueille que 3,4 % des voix. Élu au Parlement européen en 1989, il y sera vice-président de la commission Énergie de 1989 à 1991.
Il est également conseiller régional de Basse-Normandie à partir de mars 1986 pendant deux mandats et demi avant de prendre sa retraite en 2004. Il continue à militer chez les Verts et dans les mouvements antinucléaires et siège dans les commissions locales d'information de l'usine de la Hague, de la centrale de Flamanville et de la DCNS-Cherbourg. Il est également membre du comité de parrainage de l'Observatoire du nucléaire, créé par Stéphane Lhomme.

## Publications
- Silence, on contamine, éd. compte d’auteur, 1987
- Nucléaire, la démocratie bafouée. La Hague au cœur du débat, éditions Yves Michel, 450 p., 2002  (ISBN 2913492169)

### Presse
- « Didier Anger : souvenirs d’un pionnier de l’écologie », Michel Soudais, Politis, 29 janvier 2004